# Henri Degeorge
Henri René Degeorge, né le 29 août 1873 à Chaingy (Loiret) et mort le 21 juillet 1941 à Paris 14e, est un architecte français.

## Biographie
Il est le fils d'Hector Degeorge (1841-1910) qui avait conçut les plans des bâtiments de l'École Monge, agrandie et devenue ensuite le lycée Carnot. La construction est réalisée entre 1875 et 1877 avec la collaboration de Gustave Eiffel qui se charge des charpentes métalliques. Henri Degeorge est membre de l' Académie d'architecture en 1907. Il est fait chevalier du Mérite Agricole en 1927.

## Réalisations
- Il réalise l'immeuble du 31 boulevard Pereire, puis en 1916, l'immeuble du 134 boulevard de Clichy[5].